# Maria Kalota-Szymańska
Maria Kalota-Szymańska (ur. 8 października 1926 w Marysinku, zm. 23 lipca 2011) – polska poetka i publicystka.

## Życiorys
Urodziła się w rodzinie urzędnika Stefana Kaloty i Marii Barbary z domu Kułakowskiej. W 1948 roku ukończyła Gimnazjum im. Marii Konopnickiej we Włocławku. Studiowała filologię polską i filozofię na Uniwersytecie Mikołaja Kopernika w Toruniu, wśród jej wykładowców był Henryk Elzenberg. W czasie studiów (w latach 1950-1951) pracowała jako zastępca asystenta w Katedrze Historii Literatury Polskiej. Studia ukończyła w 1952 roku. Zadebiutowała w 1957 roku tomem wierszy Miniatury zwierzęce.
W 2009 została odznaczona Srebrnym Medalem „Zasłużony Kulturze Gloria Artis”.

## Wybrane publikacje
- Miniatury zwierzęce (1957)
- Sezon w Tatrach i inne wiersze (1964)
- Otwieranie granic (1968)
- Treny na śmierć miłości (1972)
- Miastu przypisana (1979, ISBN 83-06-00176-1)
- Sezon w Tatrach i po sezonie (1981, ISBN 83-215-9167-1)
- Białe przeciągi (1988, ISBN 83-215-9209-0)
- Pielgrzymka w ciemnościach (1989)
- Poemat o narodzinach (1992, ISBN 83-85327-07-X)
- Tatrzańskie postscriptum (1993, ISBN 83-85483-89-6)
- Album toruński: czternaście wierszy o Toruniu (1994, ISBN 838592800X)
- Odchodzenie (1995, ISBN 83-85327-30-4)
- Ta co z ciała uleciała oraz inne wiersze (2004, ISBN 83-920330-0-0)